# Jim Gianopulos
James N. Gianopulos (n. 1951, New York City, New York, SUA) este un om de afaceri american cu origini grecești, care este în prezent directorul executiv al Paramount Pictures.